# Mircea (Schiff, 1882)
Die Mircea war ein 1882 für die rumänische Marine gebautes Segelschulschiff, das als Brigg getakelt war. Im April 1944 wurde das Schiff von der sowjetischen Luftwaffe versenkt.

## Bau und technische Daten
Die rumänische Marine bestellte das Schiff am 6. November 1881 bei der britischen Werft Thames Ironworks in Blackwall (London). Das neue Schiff war das erste Schulschiff der Marine, um Kadetten praxisnah ausbilden zu können. In Blackwall wurde das neue Schiff noch im selben Jahr auf Kiel gelegt und lief 1882 vom Stapel. Der Schiffsrumpf war in Kompositbauweise gehalten, dabei war die Außenhaut mit Holz beplankt.
Das Schiff erhielt den Namen Mircea in Anlehnung an Mircea cel Bătrân, einem der wichtigsten Woiwoden der Walachei. Dieser hatte im 14. Jahrhundert nach langen Kämpfen gegen die Türken die Dobrudscha zurückgewonnen und damit für die Walachei Seehandelswege geöffnet.
Die Mircea war als Brigg mit 500 m² Segelfläche getakelt und verdrängte 360 Tonnen. Sie war 36,00 m lang, 7,60 m breit und hatte 3,60 m Tiefgang. Eine Zwei-Zylinder-Dampfmaschine unterstützte den Segler. Sie leistete 160 PS und wirkte auf eine Schraube. Unter Segeln konnte das Schiff bis zu 8 kn, unter Dampf bis zu 12 kn Geschwindigkeit erreichen. Die Bewaffnung bestand zunächst aus zwei 80-mm-Krupp-Geschütze, einer Hotchkiss-Revolverkanone und einem Maschinengewehr. 1888 wurden diese ersetzt durch zwei 57-mm-Nordenfelt-Schnellfeuergeschütze, 2 × 37-mm-Hotchkiss-Schnellfeuergeschütze und zwei 11,43-mm-Nordenfelt-Maschinengewehre.

## Geschichte
Im Sommer 1882 übergab die Werft die Mircea in London an die rumänische Marine. Mitte Juli verließ das Schiff Großbritannien und erreichte Galați in Rumänien am 13. August 1882. Unmittelbar darauf begann die erste Ausbildungsfahrt des Schiffes. Insgesamt führte das Schiff während seiner aktiven Zeit 17 Fahrten ins Schwarze Meer, 12 ins Mittelmeer und zwei Fahrten zum Atlantik durch. 1890 wurde das Schiff der neu gegründeten ersten Abteilung zugeordnet, die aus dem Geschützten Kreuzer Elisabeta, den drei Torpedobooten der Sborul-Klasse (Naluca, Smeul und Sborul) und der Mircea bestand.

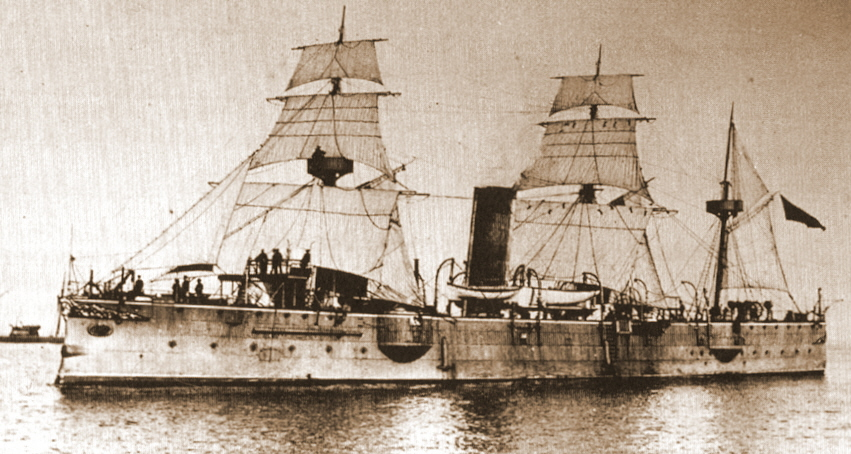
Die Elisabeta unter Segeln 1888

Beachtung fand das Schiff bei gemeinsamen Fahrten mit der Elisabeta, die die rumänische Marine ebenfalls vor allem als Ausbildungsschiff nutzte: 1892 nahmen die beiden Schiffe in Genua an den Feiern zum 400. Jahrestag der Entdeckung Amerikas teil, 1895 vertraten sie Rumänien bei der Eröffnung des Nord-Ostsee-Kanals. Für die Mircea war dies zugleich die erste Fahrt in den Atlantik. In der 146 Tage dauernden Ausbildungsfahrt wurden 18 ausländische Häfen besucht. In den Jahren vor der Jahrhundertwende diente die Mircea zudem für Vermessungsaufgaben an der rumänischen Küste.
Im Ersten Weltkrieg wurde das Schiff donauaufwärts verlegt. Dort transportierte sie zusammen mit anderen Schiffen Nachschub an die Front. Gegen Ende des Krieges wurde die Mircea nach Chilia gebracht und aufgelegt.
Nach Ende des Krieges wurde das Schiff zunächst einmal nach Galați zu Reparaturen in die Werft verbracht und zugleich verjüngt. 1925 folgte die erste Ausbildungsfahrt nach dem Krieg, die ins Mittelmeer nach führte, ein Jahr später folgte eine zweite große Fahrt ins Mittelmeer. In den Folgejahren bis 1930 blieb die Mircea im Schwarzen Meer und führte neben den Ausbildungsfahrten auch wieder Vermessungstätigkeiten durch – dieses Mal im Donaudelta an der Mündung des Sulinaarms. Im Mai 1931 wurde das Schiff aus der Liste der aktiven Schiffe gestrichen. Unklar ist, ob es bis zur Indienststellung ihres Nachfolgers stationär weiter verwendet oder aufgelegt wurde.
Zu Beginn des Zweiten Weltkriegs wurde die Mircea zunächst nach Galați gebracht und diente als schwimmende Apotheke, später in derselben Funktion in Brăila auf der Donau. Hier traf sie am 12. April 1944 bei einem sowjetischen Luftangriff eine Bombe, durch die das Schiff verbrannte.

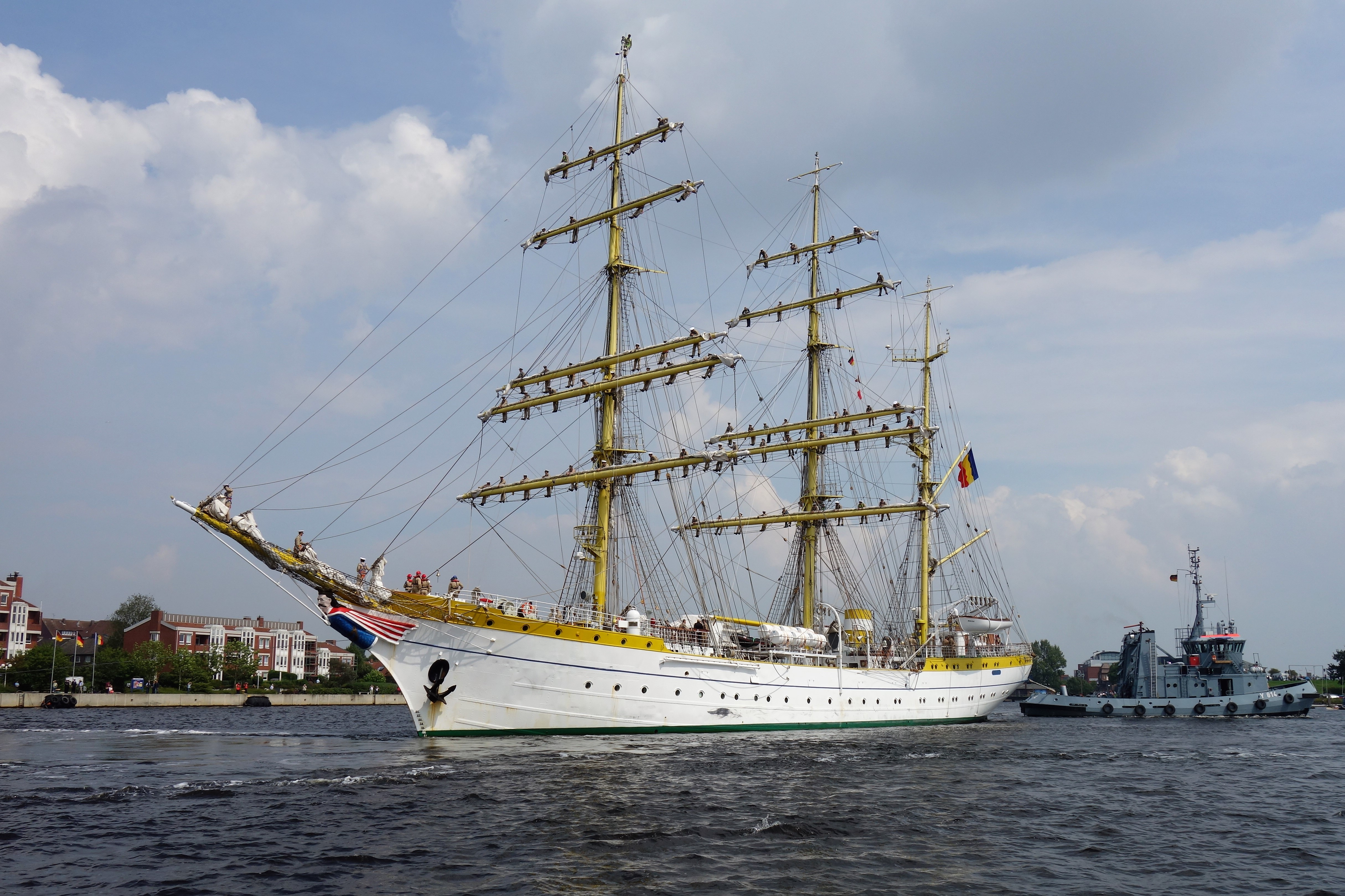
Die 1938/39 gebaute zweite Mircea